# ايميكا كريستيان ايزي
ايميكا كريستيان ايزي (بالإنجليزية: Emeka Eze) هو لاعب كرة قدم نيجيري في مركز الوسط، ولد في 22 ديسمبر 1992 في لاغوس في نيجيريا. شارك مع منتخب نيجيريا لكرة القدم. أما مع النوادي، فقد لعب مع إينوغو رينجرز.

## وصلات خارجية
- ايميكا كريستيان ايزي على موقع الاتحاد الدولي (مؤرشف)  (الإنجليزية)
- ايميكا كريستيان ايزي على موقع قاعدة بيانات كرة القدم.إي يو (الإنجليزية)
- ايميكا كريستيان ايزي على موقع ناشيونال فوتبول تيمز (الإنجليزية)
- ايميكا كريستيان ايزي على موقع Soccerway.com (الإنجليزية)
- ايميكا كريستيان ايزي على موقع عالم كرة القدم.نت (الإنجليزية)
- ايميكا كريستيان ايزي على موقع AS.com (الإسبانية)